# Werner Lorenz
Werner Lorenz (ur. 2 października 1891 w Grünhof (Pomorze), zm. 13 maja 1974 w Hamburgu) – niemiecki polityk nazistowski, zbrodniarz wojenny, szef VoMi (Głównego Urzędu Kolonizacyjnego dla Niemców etnicznych) oraz SS-Obergruppenführer.

## Działalność przed wojną
Lorenz był pilotem wojskowym i służył w armii II Rzeszy. Po zakończeniu I wojny światowej wstąpił do Freikorps i wkrótce potem do NSDAP. Był tradycyjnym pruskim nacjonalistą, posiadającym poważne przemysłowe interesy i majątek w Wolnym Mieście Gdańsku. Do SS wstąpił w styczniu 1931, a w 1933 wybrano go do pruskiego landtagu. W latach 1934–1937 Lorenz był dowódcą Nadrejonu SS Północny Zachód z siedzibą w Hamburgu.
W 1937 został szefem SS-Hauptamt Volksdeutsche Mittelstelle (Głównego Urzędu Kolonizacyjnego dla Niemców etnicznych w ramach SS), w skrócie VoMi. Urząd ten utworzył w 1936 Rudolf Hess, rok później włączono go do SS. VoMi zajmował się rejestracją i zrzeszaniem osób krwi niemieckiej, niebędących obywatelami Rzeszy i zamieszkałych poza jej granicami, ale zaliczanych do rasy niemieckiej. Lorenz sprawował to stanowisko aż do upadku III Rzeszy w 1945. VoMi zajmowało się m.in. tworzeniem „piątych kolumn”, składających się z Niemców zamieszkujących inne państwa, aktywnie uczestnicząc chociażby w przygotowaniach do Anschlussu Austrii przez Rzeszę i wspomagając Konrada Henleina w jego dążeniach do odłączenia Kraju Sudetów (niem. Sudetenland) od Czechosłowacji i przyłączenia go do Niemiec.

## II wojna światowa
W trakcie II wojny światowej VoMi odegrała znaczącą rolę w przesiedleniach Niemców zamieszkujących tereny Polski, Litwy, Łotwy, Estonii i ZSRR do tzw. Wielkiej Rzeszy. Często łączyło się to z brutalnym wysiedlaniem ludności etnicznej z terenów państw podbitych i inkorporowanych niezgodnie z prawem międzynarodowym do Niemiec (miało to miejsce m.in. w Kraju Warty i Alzacji). VoMi zajmowało się także germanizacją niektórych obywateli państw okupowanych, jeśli tylko uznano ich krew za "wartościową", co czasem prowadziło do ich wstępowania do Waffen-SS.
VoMi zostało ostatecznie połączone z RuSHA (SS-Rasse-und-Siedlungshauptamt, czyli Głównym Urzędem do spraw Rasowych i Osiedleńczych SS), czego efektem było powstanie Komisariatu Rzeszy do spraw Umacniania Niemczyzny (Stabshauptamt Reichkomissar für die Festigung deutsches Volkstums, skrót RKFDV). W Komisariacie tym Lorenz stał na czele departamentu kierującego przesiedleniami oraz departamentu zajmującego się stosunkami międzynarodowymi. Lorenz stał się głównym wykonawcą planów Himmlera (zresztą szefa RKFDV), które polegały na zjednoczeniu narodu niemieckiego z obszaru całej Europy, a także wspomagał rozszerzanie władzy SS w państwach okupowanych. Za swoją służbę otrzymał w 1943 awans na jeden z najwyższych stopni w SS: SS-Obergruppenführera.

## Po wojnie
Po zakończeniu wojny Lorenz znalazł się na ławie oskarżonych w tzw. procesie RuSHA (jednym z procesów norymberskich przed Amerykańskimi Trybunałami Wojskowymi), który osądził zbrodnie popełnione przez hitlerowskie instytucje i organizacje zajmujące się sprawami rasowymi. Lorenz, jeden z głównych oskarżonych, uznany został za winnego popełnienia zbrodni wojennych i przeciw ludzkości oraz przynależności do SS, uznanej za organizację przestępczą, a następnie skazany na karę 20 lat pozbawienia wolności. Karę jednak złagodzono, a ostatecznie Werner Lorenz został ułaskawiony i zwolniony z więzienia w 1955. Zmarł z przyczyn naturalnych w 1974.
Werner Lorenz był teściem Axela Springera, założyciela koncernu medialnego Axel Springer SE.

## Werner Lorenz w filmie
Werner Lorenz został sportretowany przez Richarda Championa w brytyjskim filmie Rexa Firkina z roku 1973 pt. The Death of Adolf Hitler (pol. "Śmierć Adolfa Hitlera").

## Internet
- Military Tribunal No. I, CASE 8, The United States of America vs. Ulrich Greifelt et. al. – „The RuSHA Case“. Government Printing Office, Washington 1948. (Vol. IV, Green Series)
- Odznaczenia Wernera Lorenza. (ang.).